# Rossano (Corigliano-Rossano)
Rossano (AFI: [rosˈsaːno] è una frazione di 36 623 abitanti del comune di Corigliano-Rossano, in provincia di Cosenza, in Calabria. La località è talvolta chiamata Rossano Calabro ed è detta anche La Bizantina e Città del Codex in omaggio al Codice Purpureo, uno degli evangeliari più antichi al mondo, custodito presso il Museo diocesano e del Codex e inserito nella lista dei beni del patrimonio UNESCO nella categoria "Memoria del mondo".
Il 22 ottobre 2017, tramite referendum, ha avuto inizio il processo di fusione con il vicino comune di Corigliano Calabro, che è culminato il 31 marzo 2018 nell'istituzione del nuovo comune di Corigliano-Rossano.

## Geografia fisica

### Territorio
La frazione di Rossano si trova nella fascia orientale della piana di Sibari tra la Sila e la costa ionica. Il territorio comprende anche parte delle alture che precedono la Sila e il comune faceva parte della Comunità montana Sila Greca e ne ospitava la sede.
Il territorio comprende terreni di diversa origine geologica, con caratteristiche differenti (rocce, argille, sabbie), alle quali corrispondono diversi tipi di flora. Dal punto di vista paesaggistico dominano le culture arboree (oliveti, agrumeti e frutteti). In zone prossime alla costa sono inoltre presenti pinete. Esistono nel territorio due alberi di quercia monumentali (una farnia e una Quercus virgiliana).

### Clima
| Mese               | Mesi | Mesi | Mesi | Mesi | Mesi | Mesi | Mesi | Mesi | Mesi | Mesi | Mesi | Mesi | Stagioni | Stagioni | Stagioni | Stagioni | Anno |
| Mese               | Gen  | Feb  | Mar  | Apr  | Mag  | Giu  | Lug  | Ago  | Set  | Ott  | Nov  | Dic  | Inv      | Pri      | Est      | Aut      | Anno |
| ------------------ | ---- | ---- | ---- | ---- | ---- | ---- | ---- | ---- | ---- | ---- | ---- | ---- | -------- | -------- | -------- | -------- | ---- |
| T. max. media (°C) | 16   | 16   | 16   | 23   | 27   | 35   | 35   | 35   | 32   | 24   | 19   | 16   | 16       | 22       | 35       | 25       | 24,5 |
| T. min. media (°C) | 10   | 10   | 12   | 16   | 16   | 26   | 29   | 29   | 22   | 16   | 12   | 10   | 10       | 14,7     | 28       | 16,7     | 17,3 |

## Origini del nome
Rossano trae il suo nome dal greco rusion (ρύσιον, "che salva") e akron (άκρον, "promontorio", "altura") da cui derivano le versioni medioevali Ruskia o Ruskiané (Ρουσκιανή) o Rusiànon (Ῥυσιάνον in greco bizantino); secondo un'altra ipotesi invece deriverebbe dal nome di una famiglia romana alla quale potrebbe essere stato affidato il governo del "Castrum" e che avrebbe dato il nome di "Roscianum" al centro urbano.

## Storia

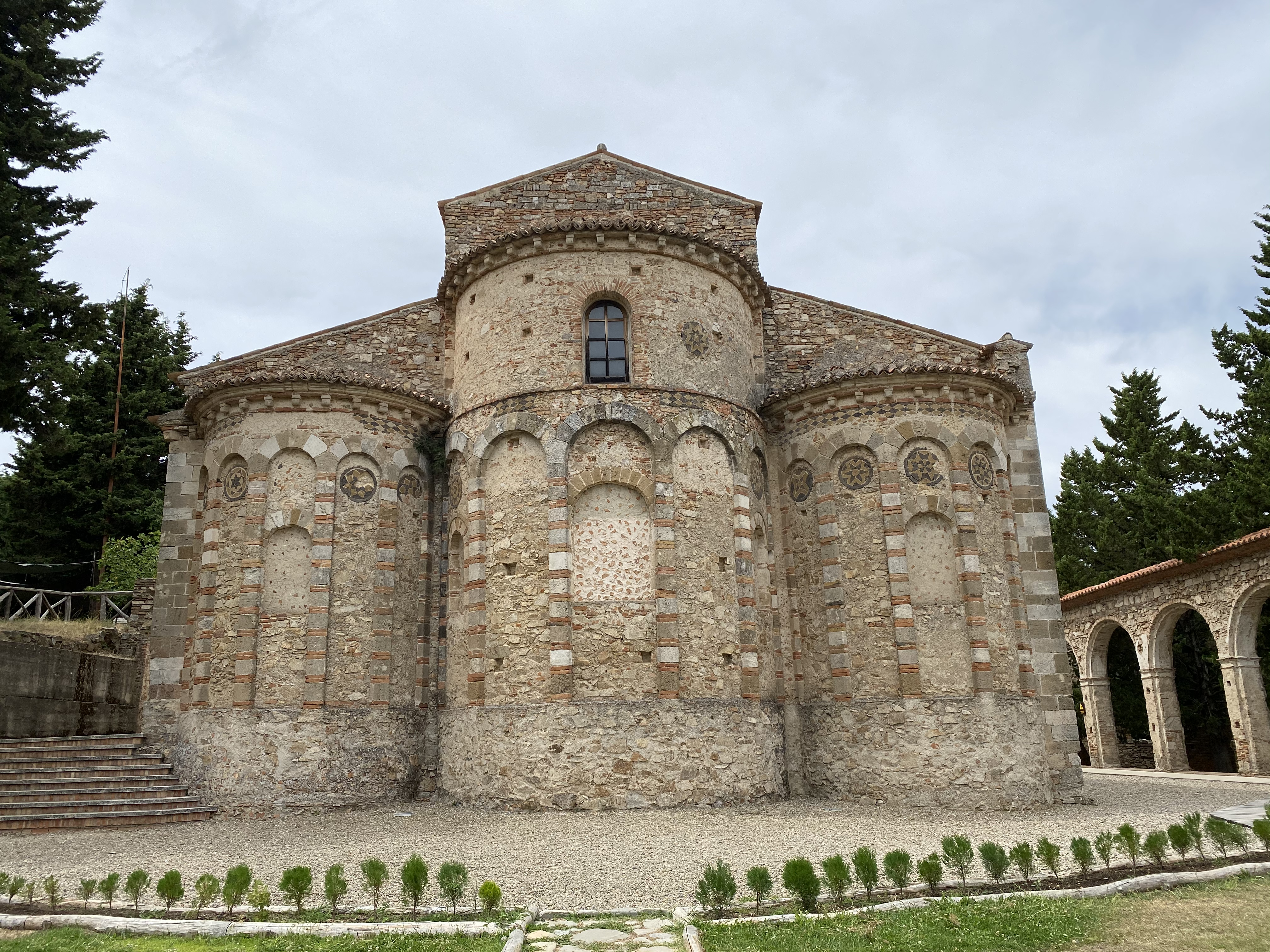
L'abside trilobata dell'abbazia del Patire (agosto 2020).

Si presume sia stato fondato dagli Enotri intorno all'XI secolo a.C., passò sotto il controllo magno-greco (VII-II secolo a.C.) e successivamente divenne l'avamposto romano nel controllo della piana di Sibari e nell'infruttuoso tentativo di conquista dei territori montuosi della Sila, allora occupati dai Bruzi. Nel II secolo l'imperatore Adriano vi costruì un porto capace di accogliere 300 navi. Tra il 540 e il 1059 Rossano visse una fase di grande splendore sociale, artistico, culturale sotto il dominio dei Bizantini: sede dello stratego, la sua posizione strategica - "la città attesta nel volto e nel sito la sua anima e storia. Arroccata su una irregolare prominenza dei primi contrafforti della Sila, alla quale guarda a mezzogiorno, sta su rossastra muraglia di roccia, fasciata e chiusa quasi da un vallo naturale, mentre a nord, rimpetto al golfo ionico, è congiunta alla piana marina da costoni precipiti..." (G. Sapia, Profilo Storico della città, Corigliano, 2001, 11) che ne costituirono una naturale protezione, assieme alla teoria di mura e fortificazioni, da incursioni esterne - la rese appetibile meta di conquista da parte di numerosi invasori (Visigoti nel 412, Longobardi nel 573, Saraceni di Sicilia successivamente) ma non fu mai espugnata.
A partire dai secoli VI e VII Rossano costituì un centro di irradiazione della spiritualità monastica basiliana di tradizione italo greca, di cui si conservano numerose tracce e testimonianze storiche, artistiche e architettoniche. La città è attestata come sede di un'arcidiocesi già nel X secolo, epoca in cui Rossano costituì uno dei centri principali dei possedimenti bizantini in Italia e in cui gli istituti religiosi cittadini formarono uomini di cultura come il futuro antipapa Giovanni FIlagato e Nilo da Rossano.
Nei secoli successivi passò prima sotto il dominio dei Normanni (1059-1190) e poi degli Svevi (1190-1266) conservandosi città regia e quindi libera università, fino alla politica di infeudazione seguita dagli Angioini (1266-1442), e poi dagli Aragonesi (1442-1504) e dagli Spagnoli (1504-1714), sotto i quali si registrò la repressione di alcune ribellioni popolari contro il sistema feudale e le politiche fiscali.
Nel 1487 re Ferrante d'Aragona di Napoli, grato a Ludovico il Moro per l'aiuto ricevuto nella lotta contro la congiura dei baroni, gli concesse il principato di Rossano insieme alle contee calabre di Borrello, Longobucco e Rosarno, e non, come sostennero altri storici, donato contestualmente al ducato di Bari nel 1479. Già a partire da allora ne fu altrettanto titolare la di lui moglie, Beatrice d'Este, nipote e figlia adottiva del re, per volontà dell'avo che gliela concedeva in moglie. Alla morte di quest'ultima, nel 1497, Ludovico (ormai duca di Milano) cedette l'intero ducato di Bari con Rossano al loro secondogenito Sforza Francesco, ma questi non ne godette che fino al 1499, poiché a causa dell'imminente invasione francese del ducato di Milano e di una confusa e infruttuosa manovra politica del padre Ludovico, Rossano con l'intero ducato di Bari fu occupato da Isabella d'Aragona, pur continuando a esserne titolare Francesco.

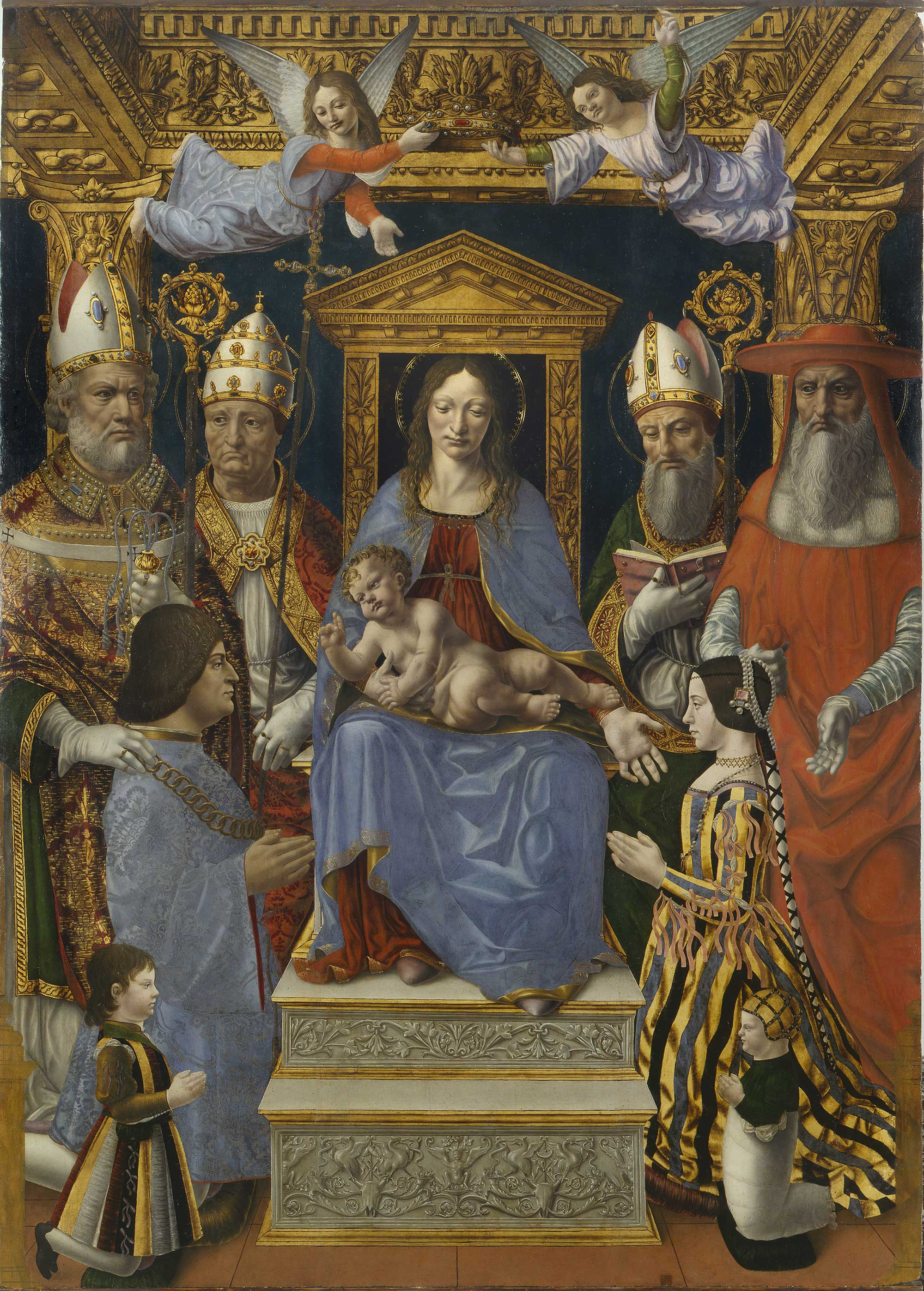
Ludovico il Moro e sua moglie Beatrice d'Este, duchi di Bari, nella Pala Sforzesca.

Le politiche feudali proseguirono sotto il viceregno austriaco (1714-1738) e con i Borbone (1738-1860). Ne furono feudatarie le famiglie Ruffo, Marzano, Sforza di Milano, Aldobrandini e per ultimi i Borghese di Roma, per successione di Olimpia Aldobrandini principessa di Rossano, e vi rimasero tali fino alla fine della feudalità (1806 nel Regno di Napoli); Bona Sforza d'Aragona, regina di Polonia e granduchessa di Lituania, dal 1524, in successione di sua madre Isabella, fu anche principessa di Rossano e duchessa di Bari.
Alla fine del XVIII secolo, Rossano entrò a far parte della breve esperienza della Repubblica Napoletana (1799) e durante il decennio francese (1806 - 1815), abolita la feudalità, ebbe una crescita politica e sociale, pregiudicata, però, dal devastante terremoto del 1836. Già sotto il decennio divenne capoluogo di distretto (28 comuni) della Calabria citeriore, successivamente sede di sottointendenza, capoluogo di circondario e sede del giusticente; con l'unità fu sede di tribunale 1865, di corte d'assise 1875 e del distretto militare e dal 1894 al 1926 sede di sotto-prefettura. Ancora nella seconda metà dell'Ottocento, fu centro di numerosi circoli culturali e produsse vari giornali e periodici; nel 1876 fu inaugurata la ferrovia Jonica e, dopo qualche anno, beneficiò della prima illuminazione elettrica e delle prime centrali termoelettriche della Calabria.
A partire dagli anni cinquanta del XX secolo, la città, come altre in Calabria il cui nucleo storico si era sviluppato nell'entroterra in considerazione della salubrità dei luoghi oltre che per i presìdi naturali di difesa proseguì la sua espansione prevalentemente a valle e in pianura, attraversata dalle maggiori infrastrutture di collegamento ferroviario e stradale.
L'espansione urbanistica che è avvenuta un po' in tutte le direzioni in prossimità dello scalo ferroviario - con la realizzazione di nuovi quartieri densamente abitati, scuole, attrezzature sportive, servizi pubblici e privati - ha sostanzialmente risparmiato da adulterazioni la città storica.

### Simboli
(D.P.R. dell'11 ottobre 1999)

## Monumenti e luoghi d'interesse

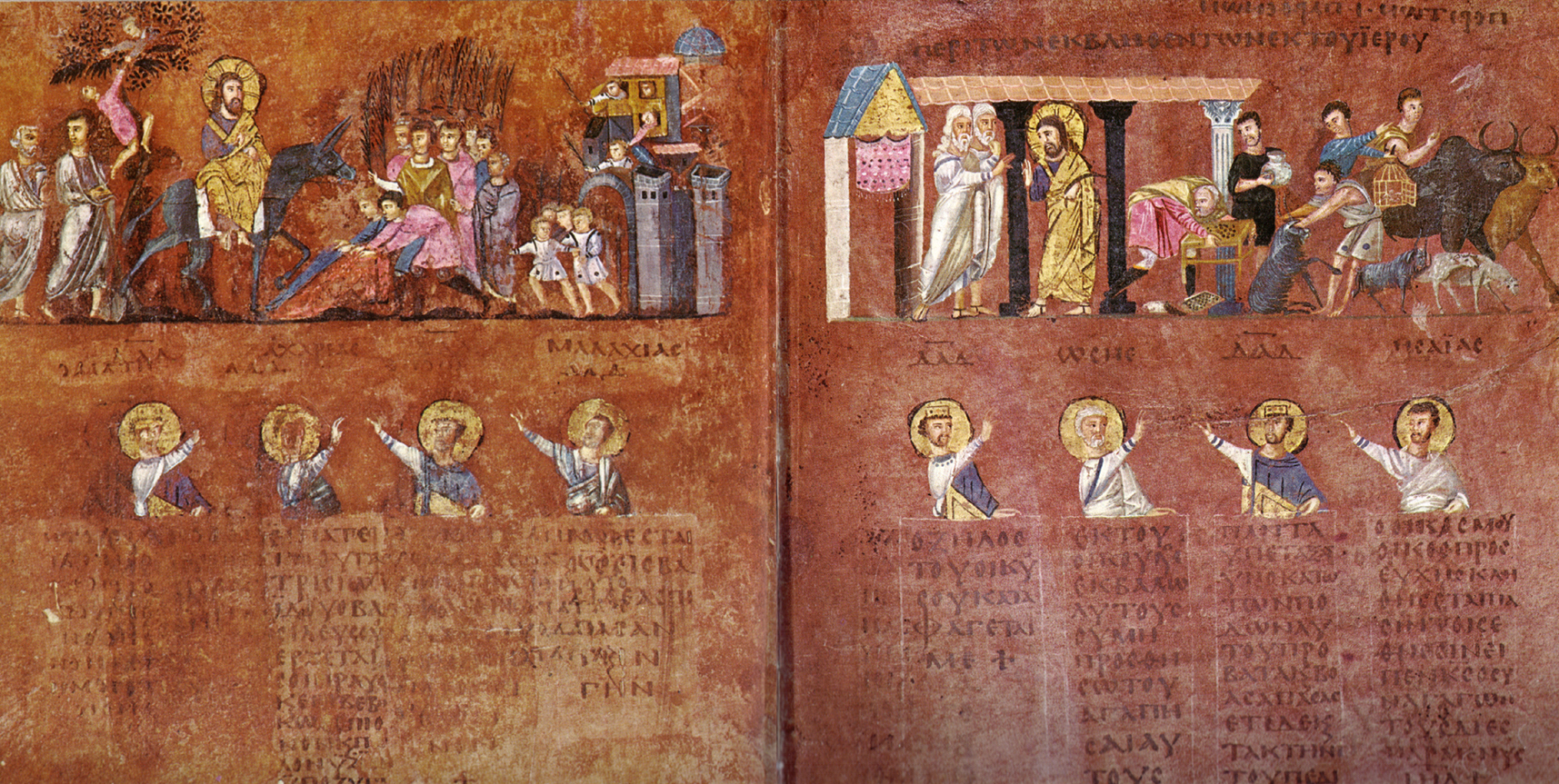
Pagina del Codex Purpureus Rossanensis

Oltre ai numerosi palazzi gentilizi disseminati in numerose proprietà private, nel centro storico di Rossano è possibile visitare:
- il Museo diocesano e del Codex, con l'opera di fama internazionale: il Codex Purpureus Rossanensis, un antichissimo evangeliario greco del VI secolo di origine bizantina, nominato Patrimonio UNESCO il 9 ottobre 2015. Secondo molti è il Vangelo miniato più prezioso al mondo;
- la cattedrale di Maria Santissima Achiropita;
- la chiesa di San Nilo voluta dalla principessa di Rossano Olimpia Aldobrandini (XV secolo) in onore della città che diede i natali a san Nilo, fondatore dell'abbazia greca di Grottaferrata, santo venerato dalla chiesa cattolica e da quella ortodossa;
- l'oratorio di San Marco;
- Santa Maria del Pilerio (XVsecolo),[9] piccolo oratorio in stile tardobizantino ricostruito sulle rovine dell'antica chiesa di Sant'Angelo di Tropea (X-XI secolo);[4][10]
- la chiesa di San Bernardino (XV secolo), un tempo appartenente all'ex convento dei Riformati, è un edificio in stile tardo-gotico introdotto da un portale archiachuto in pietra;[4] fu la prima chiesa cattolica della città e ospita una pietra con raffigurazioni bizantine,[4] oltre a un crocifisso ligneo del XVII secolo,[4] altri oggetti in legno intagliato dello stesso periodo[4] e il sepolcro di Oliverio di Somma (1536) con la statua del defunto;
- la chiesa della Panaghia (X secolo), così denominata in onore di "Maria Tutta Santa", è un altro esempio di architettura religiosa bizantina nella cui abside si conservano tracce di almeno due fasi pittoriche, con un affresco più antico raffigurante san Basilio e un frammento del XIV secolo che ritrae san Giovanni Crisostomo;
- la chiesa di San Francesco di Paola (tardo XVI secolo), con un portale rinascimentale e un chiostro;
- la chiesa di Santa Chiara (XVI secolo), voluta dalla principessa Bona Sforza;
- la chiesa di San Domenico (XVII secolo), costruita a partire dal 1677 come chiesa conventuale dei padri domenicani, al suo interno conserva due altari barocchi e un organo a canne del Settecento;[4][11][12]
- il Museo della liquirizia Giorgio Amarelli.

Nei dintorni invece si trovano:

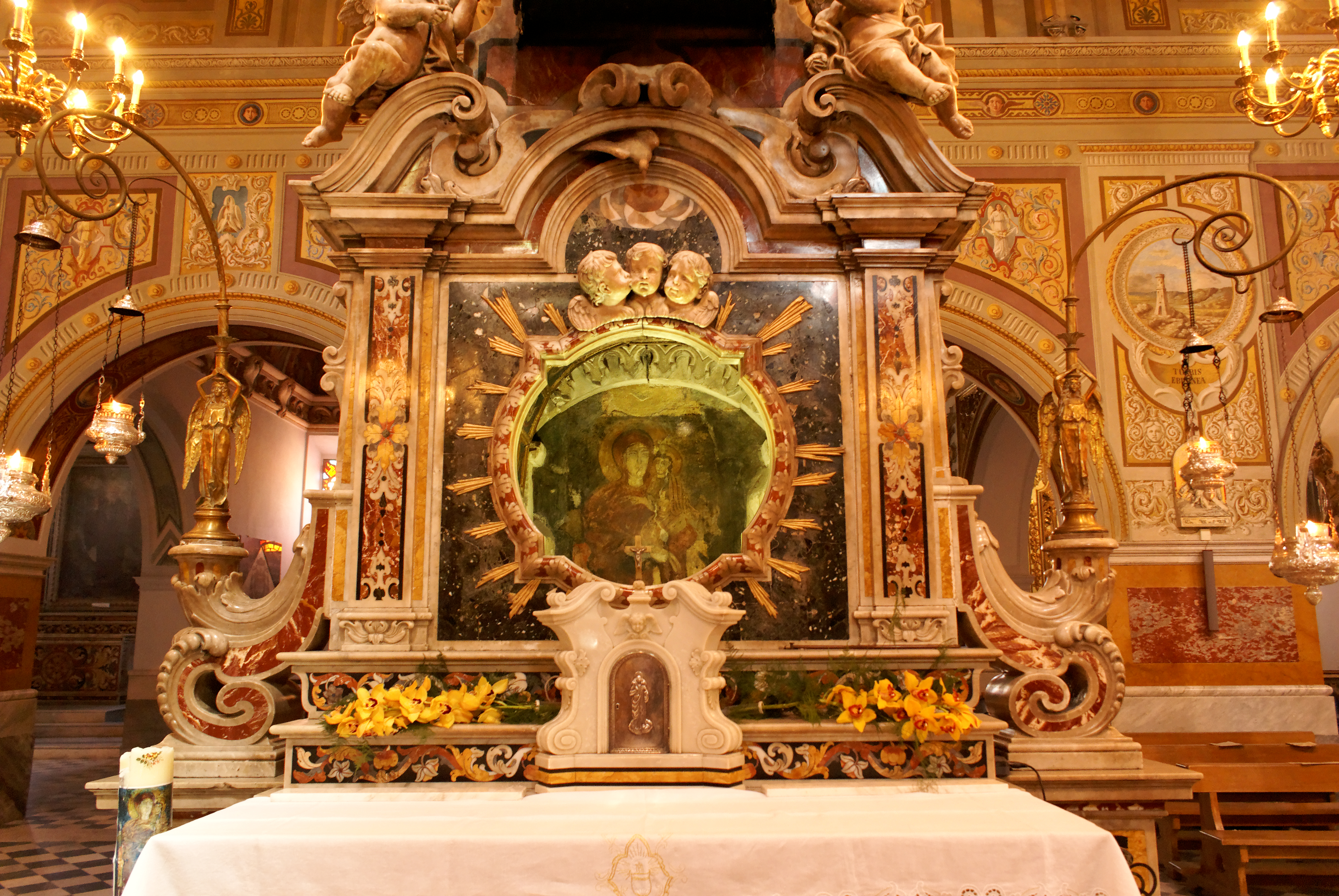
Effigie della Madonna Achiropita

- l'abbazia di Santa Maria del Patire (XI-XII secolo): immersa nel verde delle colline, conserva splendidi pavimenti a mosaici arabeggianti, l'abside in stile normanno e un antico portale ligneo. Fu fondata dal monaco e sacerdote san Bartolomeo di Simeri verso il 1095 sulle rovine di un oratorio;[13]
- la torre Sant'Angelo (XVI secolo) è un antico edificio militare fatto fortificare da Bona Sforza tra il 1543 e il 1564, all'interno del cui complesso mercantile si trova un ottimo esempio di fondaco perfettamente conservato.

Aree naturali
- Oasi naturalistica dei Giganti di Cozzo del Pesco, conserva castagni millenari.

## Società

### Evoluzione demografica

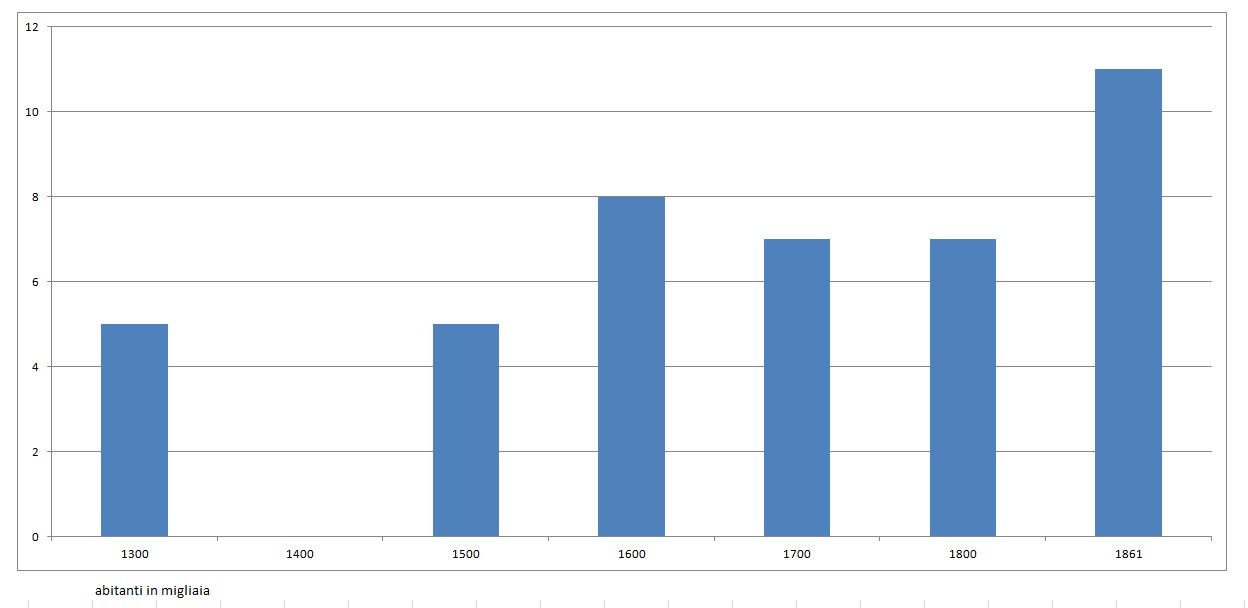

Popolazione storica (migliaia)

Abitanti censiti

## Economia
Gli anni cinquanta hanno coinciso con la crescita demografica, principalmente dovuta all'afflusso dai centri minori circostanti e allo sviluppo dei servizi e delle attività commerciali, con conseguente boom dell'edilizia. Nel 1977 entra in funzione una centrale termoelettrica, alimentata a olio combustibile e finalmente si riesce a dare lavoro all'intero comprensorio. L'economia locale ruota principalmente intorno all'agricoltura e alla produzione di olio extravergine di oliva (varietà "Dolce di Rossano"). Altre attività di una certa rilevanza sono la produzione della liquirizia con la Fabbrica Amarelli, sede anche di un Museo della Liquirizia, la pesca, l'itticoltura, le produzioni lattiero-casearie, la lavorazione del legno, del vetro, delle pelli, del ferro battuto, il restauro di mobili d'arte, il ricamo, l'artigianato e numerose attività commerciali. Da tempo, inoltre, le amministrazioni susseguitesi puntano a una forte riqualificazione turistica e al potenziamento delle strutture ricettive. Tutt'oggi ha la sua zona industriale S. Irene, dove sono numerose le attività industriali (cartiera, legnami, ecc).

## Amministrazione
| Periodo        | Periodo        | Primo cittadino     | Partito                                       | Carica  | Note |
| -------------- | -------------- | ------------------- | --------------------------------------------- | ------- | ---- |
| 6 giugno 1993  | 27 aprile 1997 | Giuseppe Caputo     | Movimento Sociale Italiano Alleanza Nazionale | sindaco |      |
| 27 aprile 1997 | 13 maggio 2001 | Giuseppe Caputo     | Alleanza Nazionale                            | sindaco |      |
| 13 maggio 2001 | 29 maggio 2006 | Orazio Longo        | Alleanza Nazionale                            | sindaco |      |
| 29 maggio 2006 | 16 maggio 2011 | Francesco Filareto  | Democratici di Sinistra Partito Democratico   | sindaco |      |
| 16 maggio 2011 | 5 giugno 2016  | Giuseppe Antoniotti | Il Popolo della Libertà Forza Italia          | sindaco |      |
| 5 giugno 2016  | 31 marzo 2018  | Stefano Mascaro     | Partito Democratico                           | sindaco |      |

## Sport

### Calcio
Calcio a 11
- A.S.D. Rossano Scalo - Militante nel campionato di Seconda Categoria, i cui colori sociali sono l'arancione e il nero.

- A.S.D. Rossanese 1909 - Militante nel campionato di Promozione, i cui colori sociali sono il rosso e il blu.

Calcio a 5
- A.S.D. Odissea 2000 Calcio a 5 - Militante nel campionato nazionale di serie A2, i cui colori sociali sono il giallo e il blu.
- A.S.D. Real Rogit - Militante nel campionato nazionale di serie A2, i cui colori sociali sono il bianco e il nero.

### Pallavolo
La più importante squadra di pallavolo cittadina è l'Associazione Pallavolo Rossano che, nel corso della sua attività sportiva, è arrivata a giocare nei campionati nazionali di Serie B1, sia con la compagine maschile sia con quella femminile. Da annoverare anche il Volley Murialdo.

### Basket
Nel basket, l'unica squadra presente sul territorio è il Basket Murialdo, che si occupa principalmente di attività a livello giovanile.

## Nell'arte
- Alla città di Rossano è dedicata un'incisione dell'artista olandese M.C. Escher, datata 1931.[16]